# Tuki Šipir-kagan
Tuki Šipir-kagan byl druhý vládce Východoturkucké říše, jedné z nástupníckych států turkuckého kaganátu, které vládl v letech 609–619. Roku 611 byl korunován titulem Šıpi-kagan. Říše byla založena Ašına klanem v 6. století, v původní vlastí Turků – severním (velkém) Mongolsku. Její centrum Ordu, jež byla jedním z dvou hlavních měst, se nacházelo v Orchonském údolí, v legendární oblasti Ötüken.

## Život
Toťiši byl vnuk Ašına Šetuův (Baga Išbara) a první syn Ašına Žankanův (Žangar Kimeneti) po kterém získal trůn. Měl dva mladší bratry jménem Ašına Čilifuše (Ilteber Čullu) a Ašına Topi (Illig Bagatur). V levitárním manželství žil se svou matkou, Suejskou Princeznou Ičeng .
Byl prvním rebelem který se vzbouřil proti čínské svrchovanosti od té doby, co se jeho slavný dědeček Šetu (Baga Išbara) podřídil suejskému císaři Jang-timu. Svými opakovanými útoky proti Suejům (581–618), dosáhl svržení dynastie. Zajistil si podporu sogdských vezírů, kteří mu pomohli přelstít Číňany. V roce 615 byli suejští delegáti pozváni k mírovým jednáním do města Maj v Číně, kde byli všichni pozabíjeni.
Později, s 2000 koňmi a 500 jezdci, výměnou za všechno zlato a ženy v Čchang-anu (Si-an), pomohl Li Šiminovi (Tchaj-cung) porazit Suejy. Měl v úmyslu vyvažovat tchangské síly (618–907). Jeho následníkem se stal jeho mladší bratr Čilifuše (Ilteber Čullu).

## Jména a tituly
- Tuki Šipir-kagan nebo jen Šipirchán Türk-šad
- a také Šıpi-kagan (čínsky v českém přepisu Š'-pi kche-chan, pchin-jinem shǐbì kěhàn, znaky 始畢可汗)
- osobní jméno Ašına Toťiši (čínsky v českém přepisu A-š'-na Tuo-ťi-ši, pchin-jinem āshǐnà duōjíshì, znaky 阿史那咄吉世)[1]